# Dodge Hornet (2023)
Dodge Hornet — пятидверный, пятиместный, полноприводный компактный кроссовер, выпускаемый компанией Dodge с 2023 модельного года. Это самый маленький автомобиль Dodge, который продаётся исключительно в Северной Америке и производится в Италии под названием Alfa Romeo Tonale.

## Описание

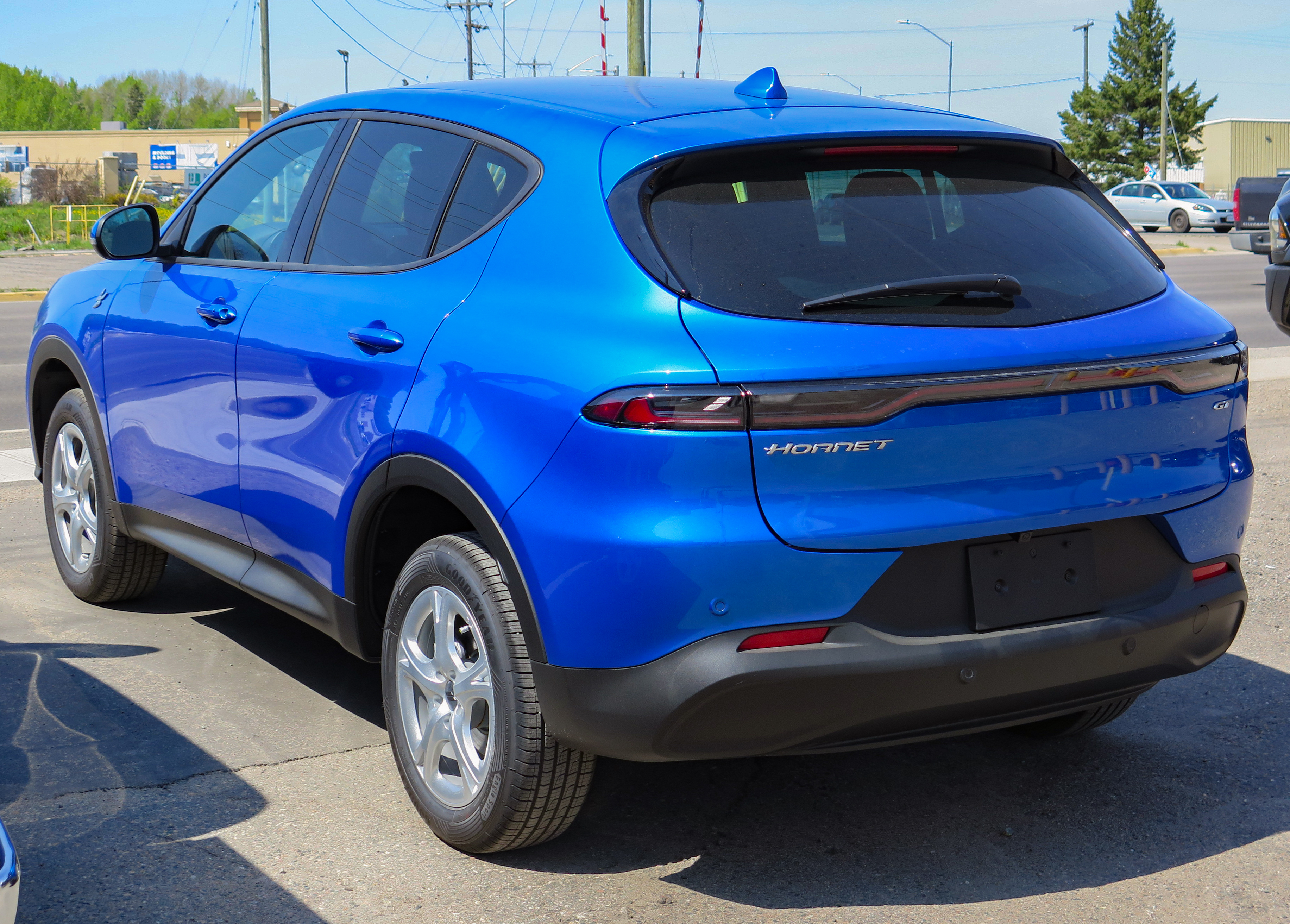
Вид сзади (GT)

Hornet был разработан в августе 2022 года Джеффом Гейлом, чей отец Том Гейл разработал Dodge Viper.
Автомобиль выпускается в четырёх комплектациях: GT (базовая), GT Plus (базовая роскошная), R/T (подключаемый гибрид) и R/T Plus (подключаемый гибрид в люксовой комплектации). Hornet — первая новая модель бренда за более чем десять лет, появившаяся через три года после снятия с производства среднеразмерного кроссовера Journey. Hornet также производится на том же итальянском заводе, что и Tonale, и основан на той же платформе, что и Jeep Compass (MP).
Hornet является первым подключаемым гибридным автомобилем. Комплектация R/T, в свою очередь, имеет два электродвигателя. В отличие от собрата Alfa Romeo Tonale, Hornet является исключительно полноприводным автомобилем. У Hornet также другие технические характеристики, цены и функции по сравнению с Tonale. По данным Dodge, запас хода Hornet R/T составит более 48 км.
Автомобиль оснащён турбодвигателем мощностью 268 л. с. До 100 км/ч автомобиль разгоняется за 6,1 секунды.

## Технические характеристики
| Комплектация | Мощность                            | Крутящий момент         | Максимальная скорость | Трансмиссия  | Разгон (0—60/100) | Тип силовой установки | Аккумулятор               | Компоновка                      | Объём              | Годы производства      |
| ------------ | ----------------------------------- | ----------------------- | --------------------- | ------------ | ----------------- | --------------------- | ------------------------- | ------------------------------- | ------------------ | ---------------------- |
| GT           | 200 кВт (268 л. с.) при 6600 об/мин | 400 Н·м при 4600 обмин  | 225 км/ч              | 9-скор. АКПП | 6,5 сек.          | ДВС                   | —                         | Переднемоторная, полноприводная | 2,0 л (1999,2 см3) | 2023 — настоящее время |
| R/T          | 215 кВт (288 л. с.) при 6000 об/мин | 519 Н·м при 4400 об/мин | 206 км/ч              | 6-скор. АКПП | 5,6 сек.          | Гибрид                | 15,5 кВт·ч (литий-ионный) | Переднемоторная, полноприводная | 1,3 л (1327,4 см3) | 2023 — настоящее время |

## Hornet GLH

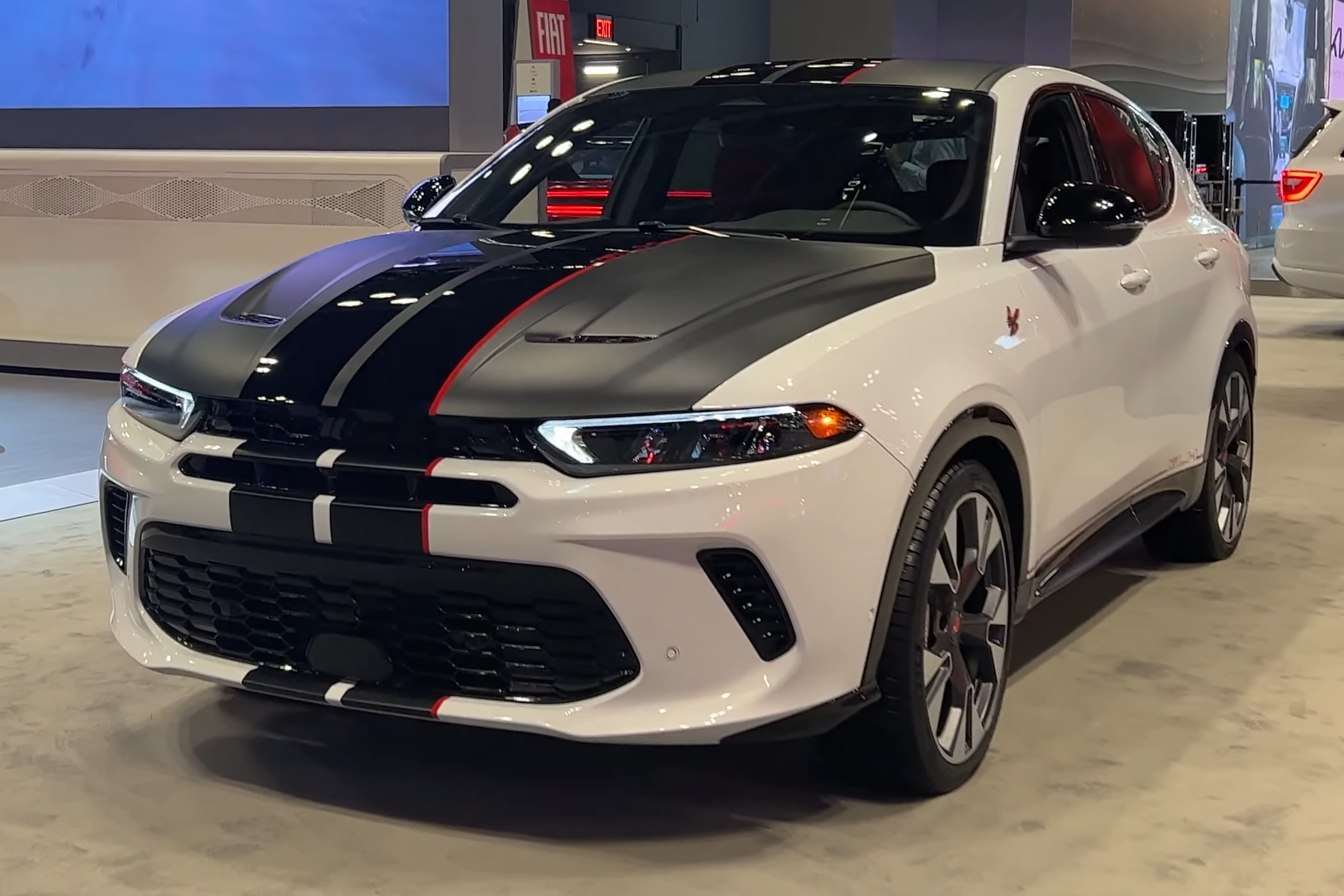
2023 Hornet GT GLH Concept

В конце 2022 года генеральный директор Dodge Тим Кунискис объявил о планах по выпуску более мощной модели Hornet GLH. Hornet R/T GLH, представленный 22 марта 2023 года, является концепт-каром с визуальными улучшениями, такими как заниженная подвеска, 20-дюймовые колёса, специальная графика и более громкий выхлоп.

## Автоспорт
Dodge Hornet, известный как Dodge Hornet R/T FC1-X, участвует в гонках серии Nitrocross. Автомобиль разгоняется до 100 км/ч всего за 1,4 секунды.